# 艾哈迈达巴德历史城区

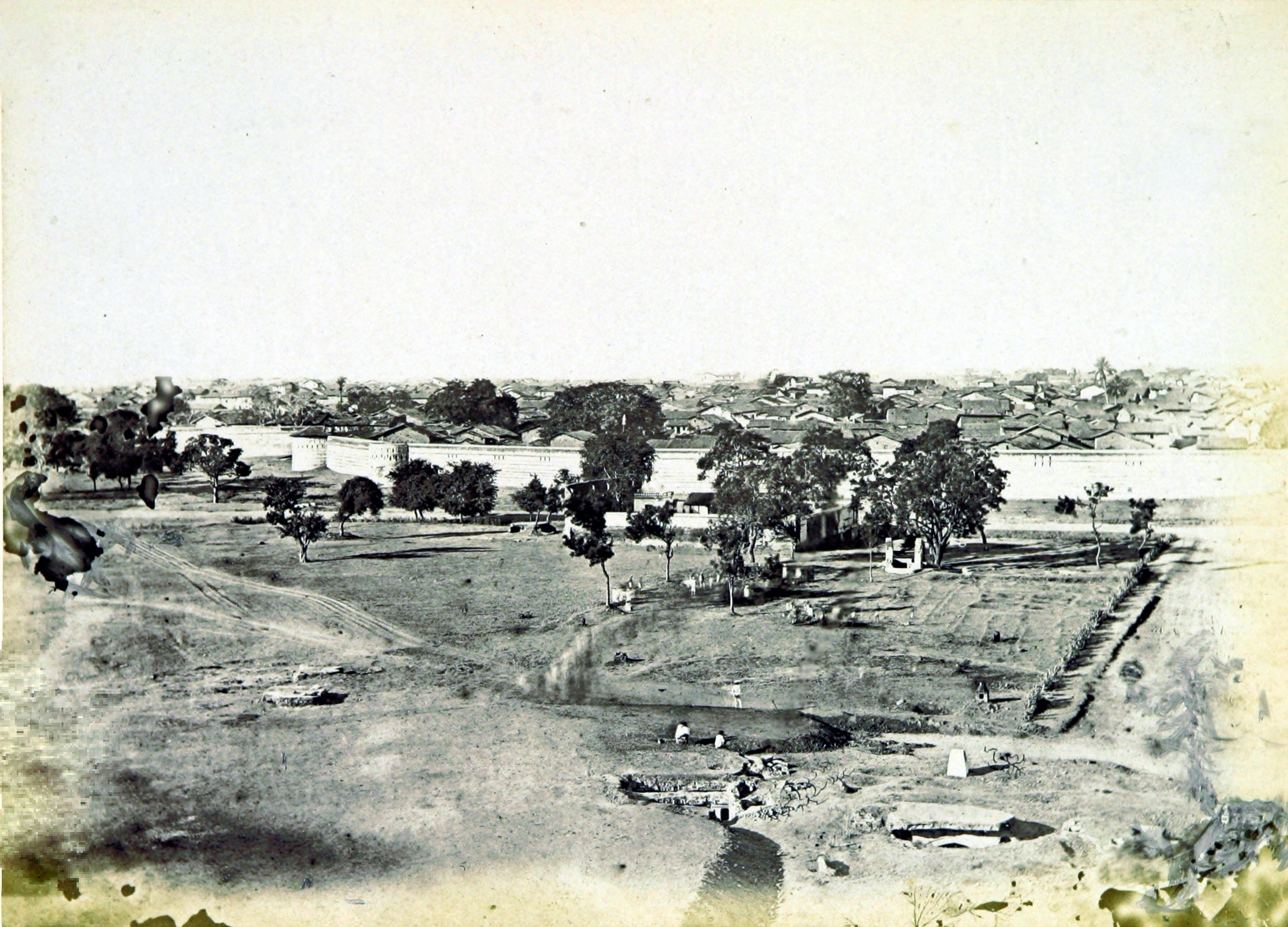
1866年城墙

艾哈迈达巴德历史城区（Historic City of Ahmadabad）位于印度古吉拉特邦，由古吉拉特苏丹国的哈迈德沙阿一世创建于1411年，此后作为古吉拉特苏丹国的首都（1411–1484，1535–1573年），后来仍是古吉拉特重要的政治和商业中心。今天，它虽然已经变得非常拥挤和破旧，仍然是艾哈迈达巴德大都会象征性的心脏。2017年7月由联合国教科文组织列为世界遗产。

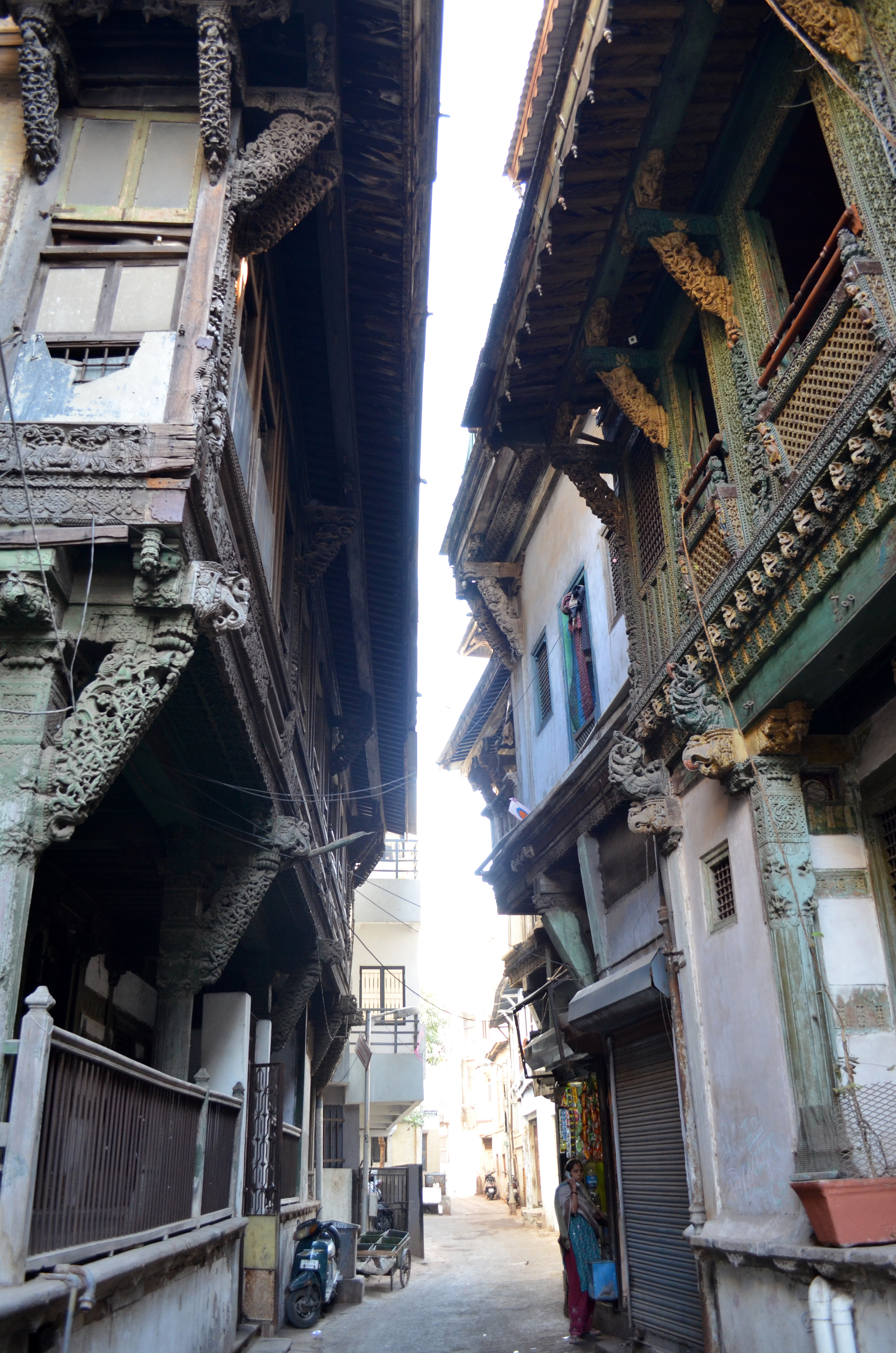